# Herpotrichiellaceae
Herpotrichiellaceae Munk – rodzina grzybów z rzędu Chaetothyriales.

## Systematyka
Pozycja w klasyfikacji według Index Fungorum: Chaetothyriales, Chaetothyriomycetidae, Eurotiomycetes, Pezizomycotina, Ascomycota, Fungi.
Według aktualizowanej klasyfikacji Index Fungorum bazującej na Dictionary of the Fungi do rodziny Herpotrichiellaceae należą rodzaje:
- Aciculomyces Torres-Garcia, Gené & Dania García 2023
- Aculeata W. Dong, H. Zhang & K.D. Hyde 2018
- Brycekendrickomyces Crous & M.J. Wingf. 2009
- Capronia Sacc. 1883
- Cladophialophora Borelli 1980
- Exophiala J.W. Carmich. 1966
- Fonsecaea Negroni 1936
- Herpotrichiella Petr. 1914
- Marinophialophora J.F. Li, Phookamsak & K.D. Hyde 2018
- Melanoctona Qing Tian, Doilom & K.D. Hyde 2016
- Metulocladosporiella Crous, Schroers, J.Z. Groenew., U. Braun & K. Schub. 2006
- Nadsoniella Issatsch. 1914
- Neocladophialophora Crous & R.K. Schumach. 2014
- Neoherpotrichiella Spetik, Eichmeier, Mahamedi & Berraf-Tebbal 2022
- Neosorocybe Crous & Akulov 2020
- Neoveronaea L. Qiu, K. Zhang, R.F. Castañeda & Jian Ma 2023
- Petriomyces Thitla & Suwannar. 2023
- Phialophora Medlar 1915
- Pleomelogramma Speg. 1909
- Thysanorea Arzanlou, W. Gams & Crous 2007
- Valentiella J.D.P. Bezerra, H.M.C. Navarro, J.H. Almeida, C.R. Félix & M.F. Landell 2022